# Bensdorpcomplex
Het Bensdorpcomplex is een woon-werkcomplex in het centrum van Bussum, in de gemeente Gooise Meren. Het is gevestigd in en rond de voormalige cacaofabriek van de firma Bensdorpin Spoorzone-Zuid, een gebied dat sinds 2004 herontwikkeld is door LEVS architecten. Bouwbedrijf Noordersluis diende plannen in voor de realisatie en op 24 november 2015 ging de gemeenteraad akkoord met de nodige bestemmingswijziging. In 2017 werd de oude fabriekshal volgens plan gedeeltelijk gesloopt en toen dit op 23 juni afgerond was begon de bouw. De oplevering was gepland voor december 2018, maar door faillissement van het bouwbedrijf in 2019 werd in de zomer van 2022 nog gewerkt aan de laatste fase.
Het complex omvat de verbouwde fabriekshal aan de Nieuwe Spiegelstraat en twee appartementsgebouwen in aangepaste stijl aan de Cacaostraat, die hiervoor aangelegd werd langs de spoorlijn Amsterdam – Zutphen. In de oude fabriek zijn zes lofts gerealiseerd en in de twee nieuwe gebouwen 88 huurwoningen. Tevens zijn er een aantal bedrijven en een ondergrondse parkeergarage gevestigd in het complex.
Het restant van de omgewaaide schoorsteen is gerestaureerd als aandenken aan het fabrieksverleden; de gemeente heeft aan de Herenstraat een zwart metalen toegangshek laten plaatsen, met daarin de tekst Bensdorp Cacao.

Bensdorpcomplex in 2021 en 2022
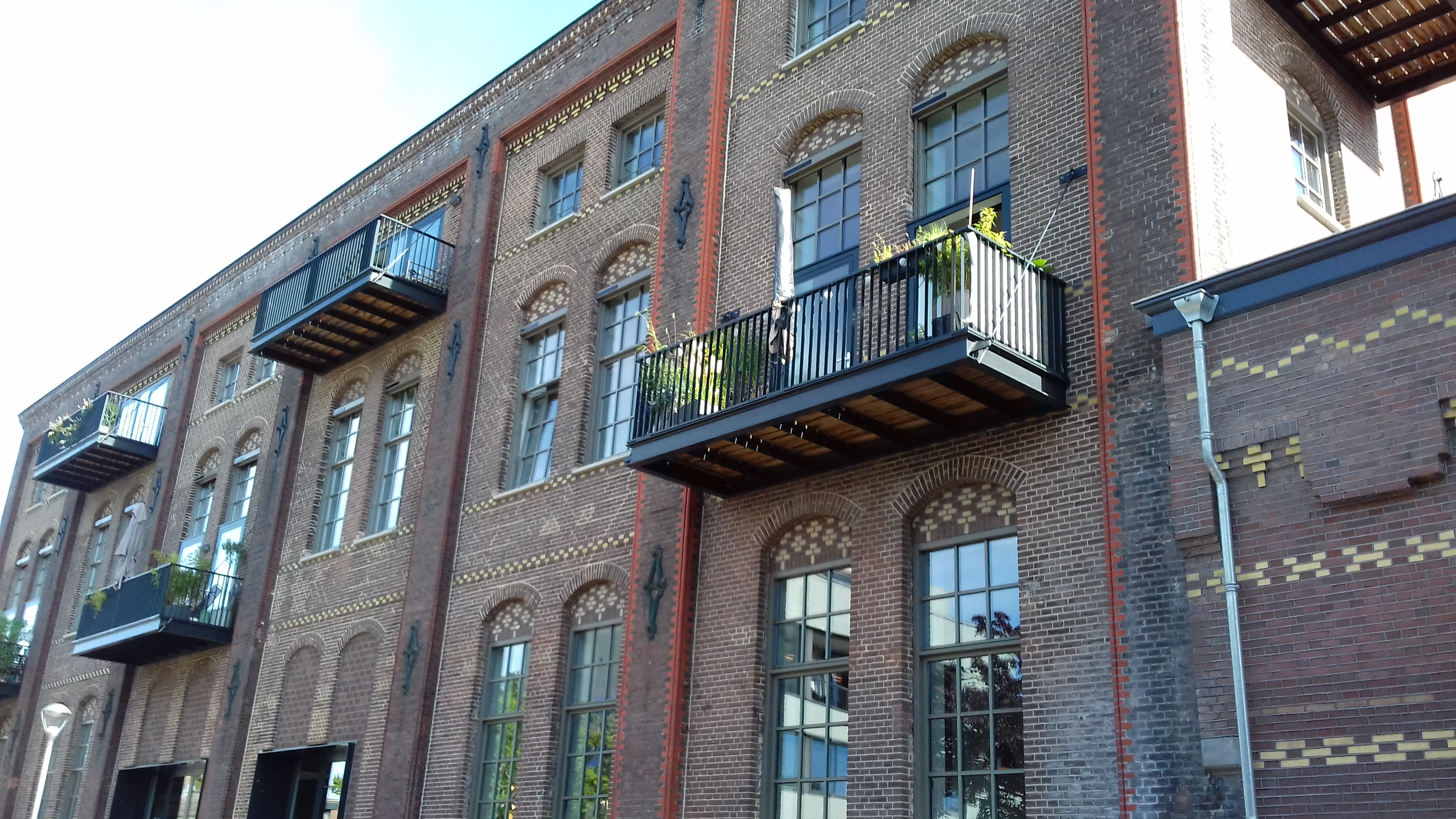
Fabrieksgebouw, deels bewoond (voorgevel)
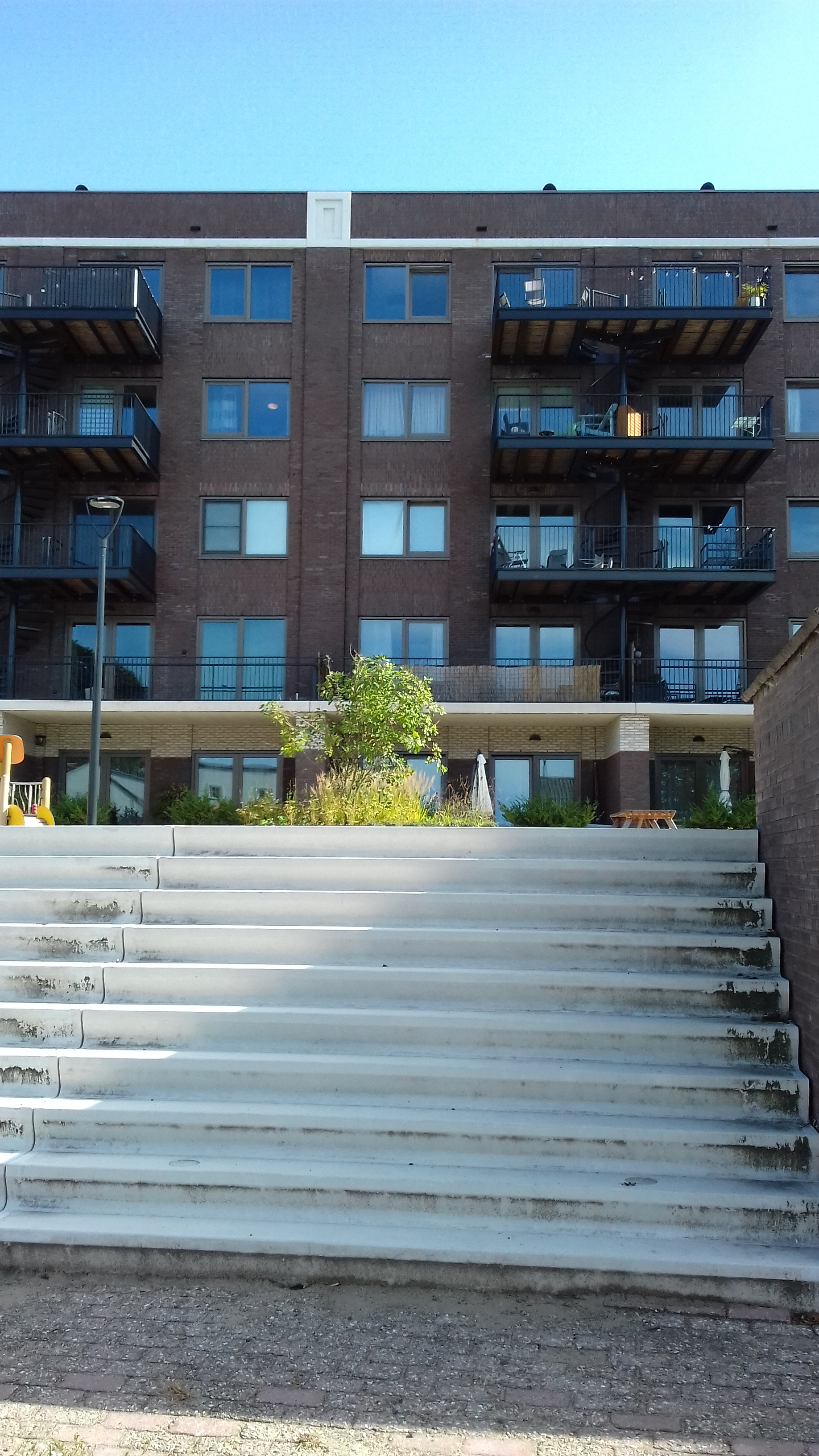
Appartementen-complex
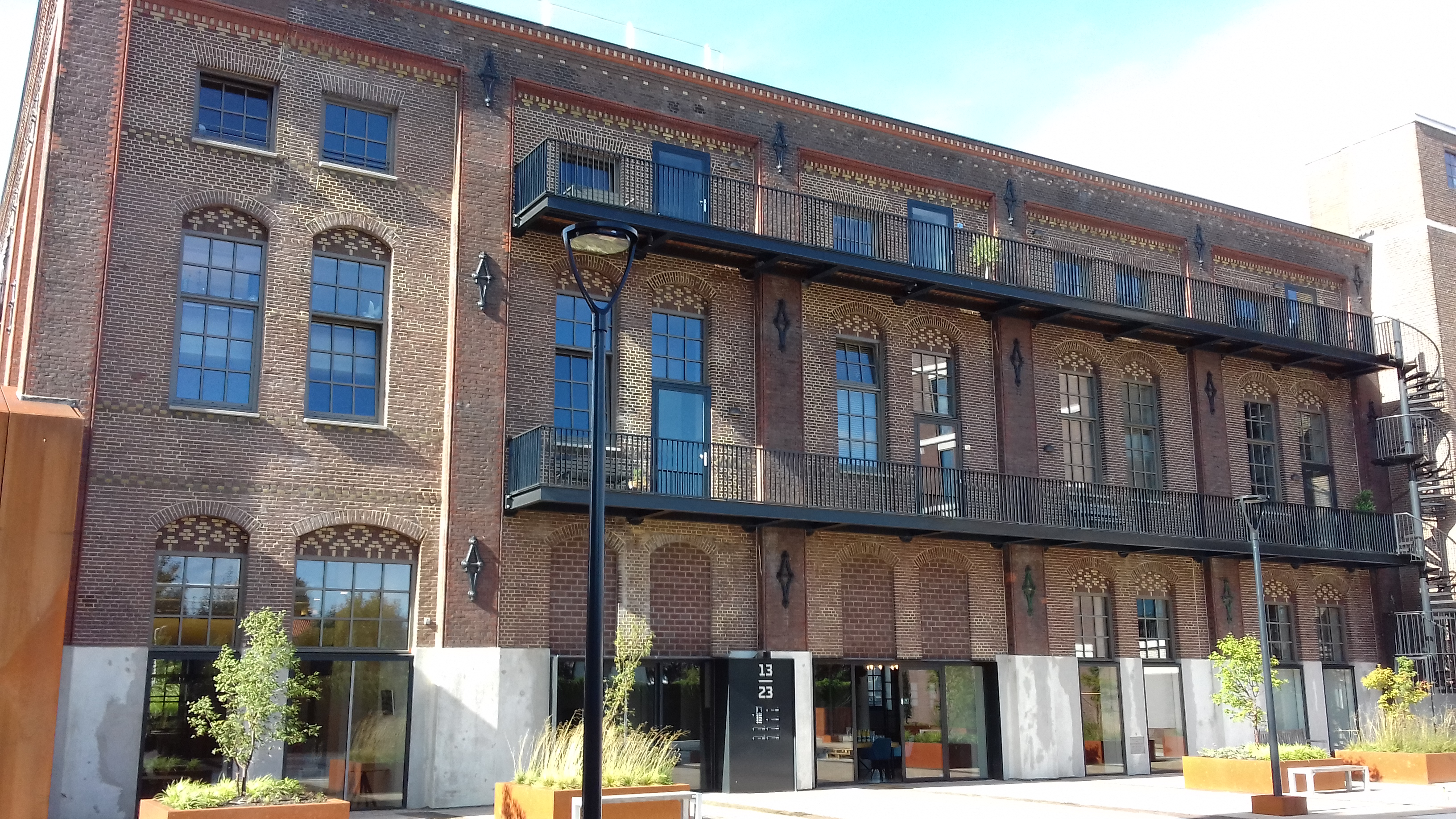
Fabrieksgebouw, deels bewoond (achtergevel)
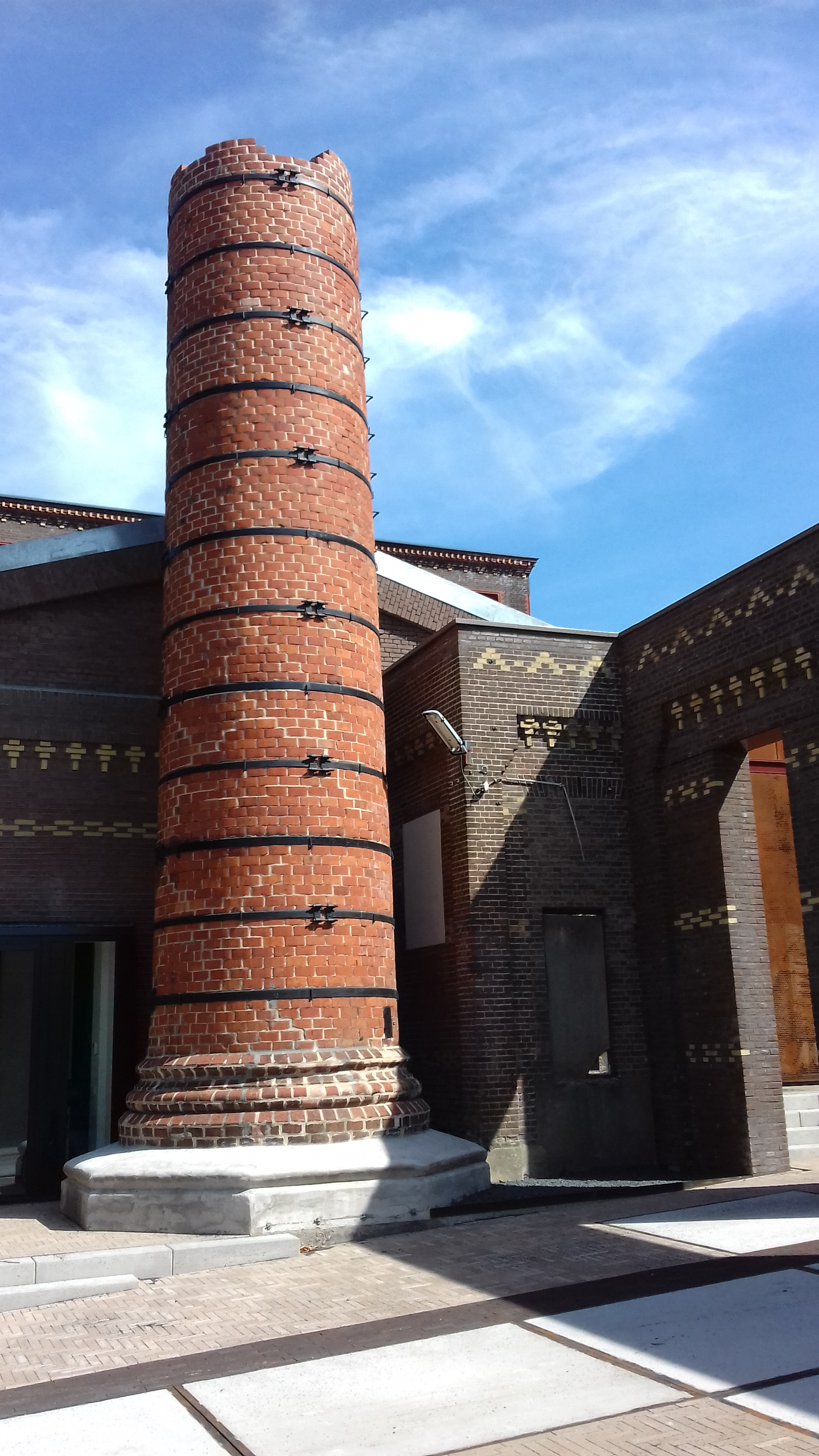
Schoorsteen, restant
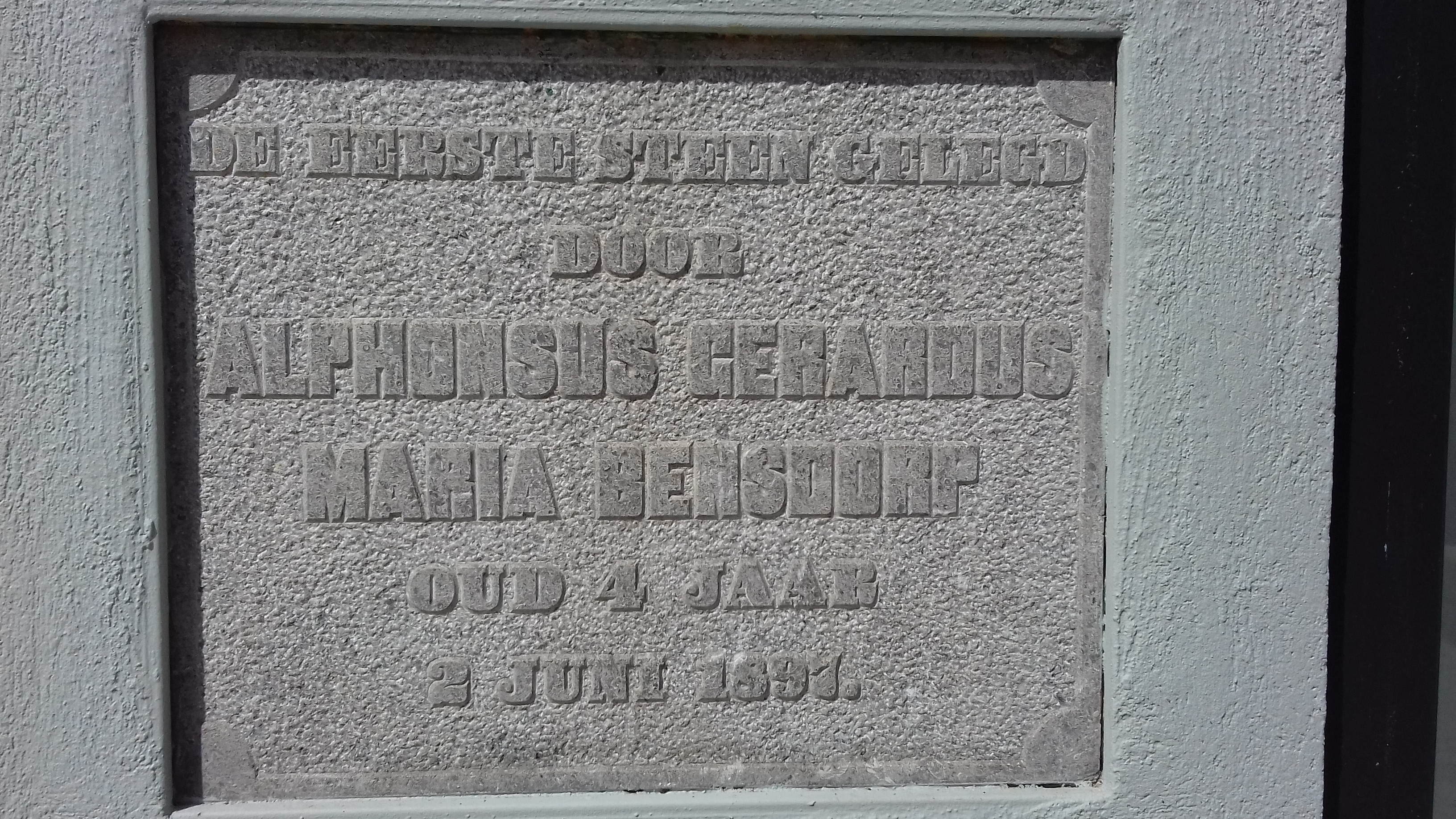
Eerste steen uitbreiding Bensdorp-fabriek 1897
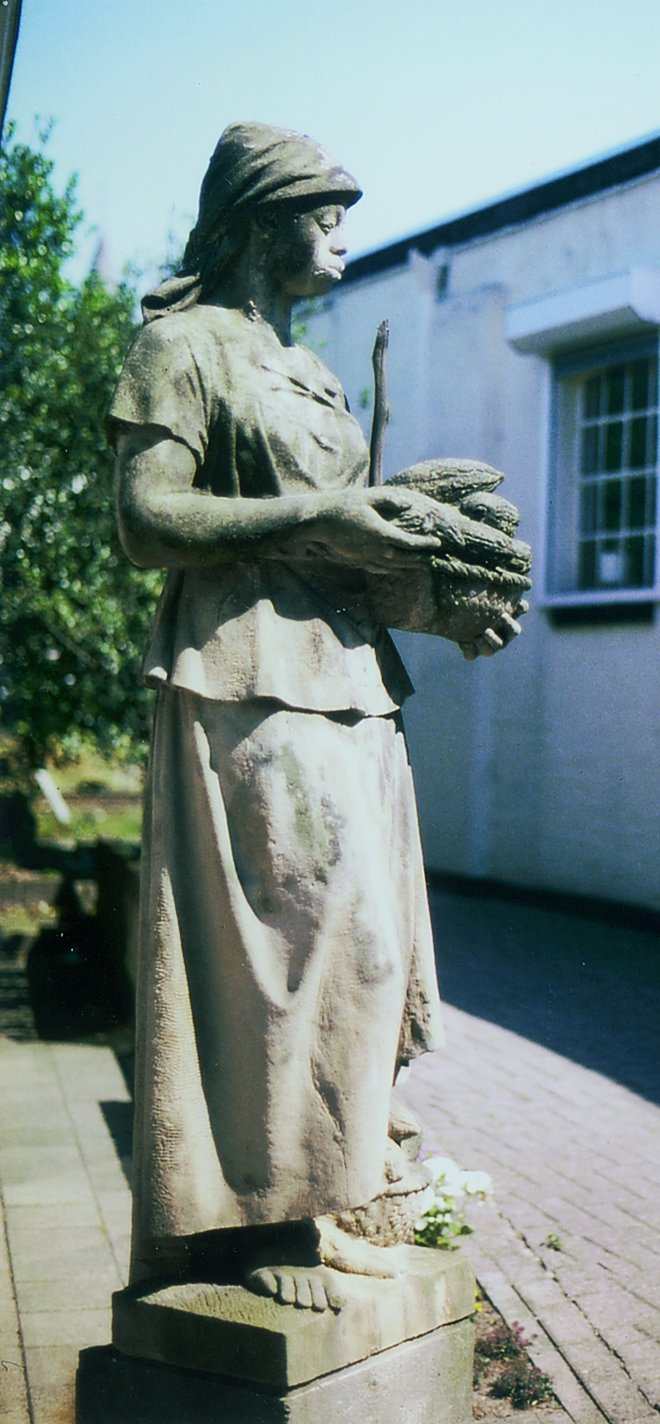
Beeld Cacaoplukster

## Varia
- De eerste van meer dan honderd Bensdorpwinkels maakt deel uit van het complex. Deze winkel op Herenstraat 49 en het kantoor op 51 zijn een Bussums gemeentelijk monument.[7][8]

- Als blijk voor waardering heeft dit project in 2022 de De Bazelprijs Gooise Meren gewonnen namens de inwoners van de gemeente Gooise Meren. Tevens kreeg het van de vakjury een eervolle vermelding.

- Van 1895 tot 1914 had de fabriek voor aan- en afvoer van goederen met de stopplaats Heerenstraat jaar een eigen toegang tot de spoorlijn. Een rangeerspoor bleef langer in gebruik en werd pas opgebroken in 2021, bij de renovatie en opknapbeurt van station Naarden-Bussum.[9] Op de vrijgekomen ruimte is de nieuwe weg aangelegd die Cacaostraat is genoemd, verwijzend naar de fabriek.

- Bij het hoofdkantoor van Bensdorp in Amsterdam stond een beeld, afbeeldend de cacoaplukster. Later is dit beeld na sluiting van deze vestiging verplaatst bij het nieuwe hoofdkantoor in Bussum. Na sluiting van de fabriek is het beeld daar verwijderd en in 2007 geschonken aan het Comité van Aanbeveling van De Chocoladefabriek.[10]